# دير قاق
دير قاق  قرية سوريّة تتبع إداريّاً لمحافظة حلب منطقة الباب ناحية تادف، بلغ تعداد سكانها 1,042 نسمة حسب التعداد السكاني لعام 2004.